# František Čapek
František Čapek (ur. 24 października 1914 w Branicach, zm. 31 stycznia 2008 w Pradze) – czeski kajakarz, złoty medalista Letnich Igrzysk Olimpijski 1948 na dystansie 10 000 m.
Karierę sportową zaczynał jako zapaśnik, po złamaniu nogi zdecydował się na kajakarstwo. W 1954 na mistrzostwach świata zajął drugie miejsce w wyścigu na 10 km, na tym dystansie wywalczył także 7 tytułów mistrza Czechosłowacji. W momencie śmierci był najstarszym czeskim złotym medalistą olimpijskim. 